# Lyreco
Lyreco ist ein französisches Familienunternehmen mit Sitz in Marly, welches Büromaterial herstellt sowie zusätzlich seit 2013 mit Persönlicher Schutzausrüstung und Betriebs- und Geschäftsausstattung handelt. Nach eigenen Angaben ist das Unternehmen Marktführer in Europa und einer der weltweit führenden Anbieter von Büro- und Arbeitsplatzlösungen im Business-to-Business-Bereich.

## Übersicht

Ehemaliges Unternehmenslogo

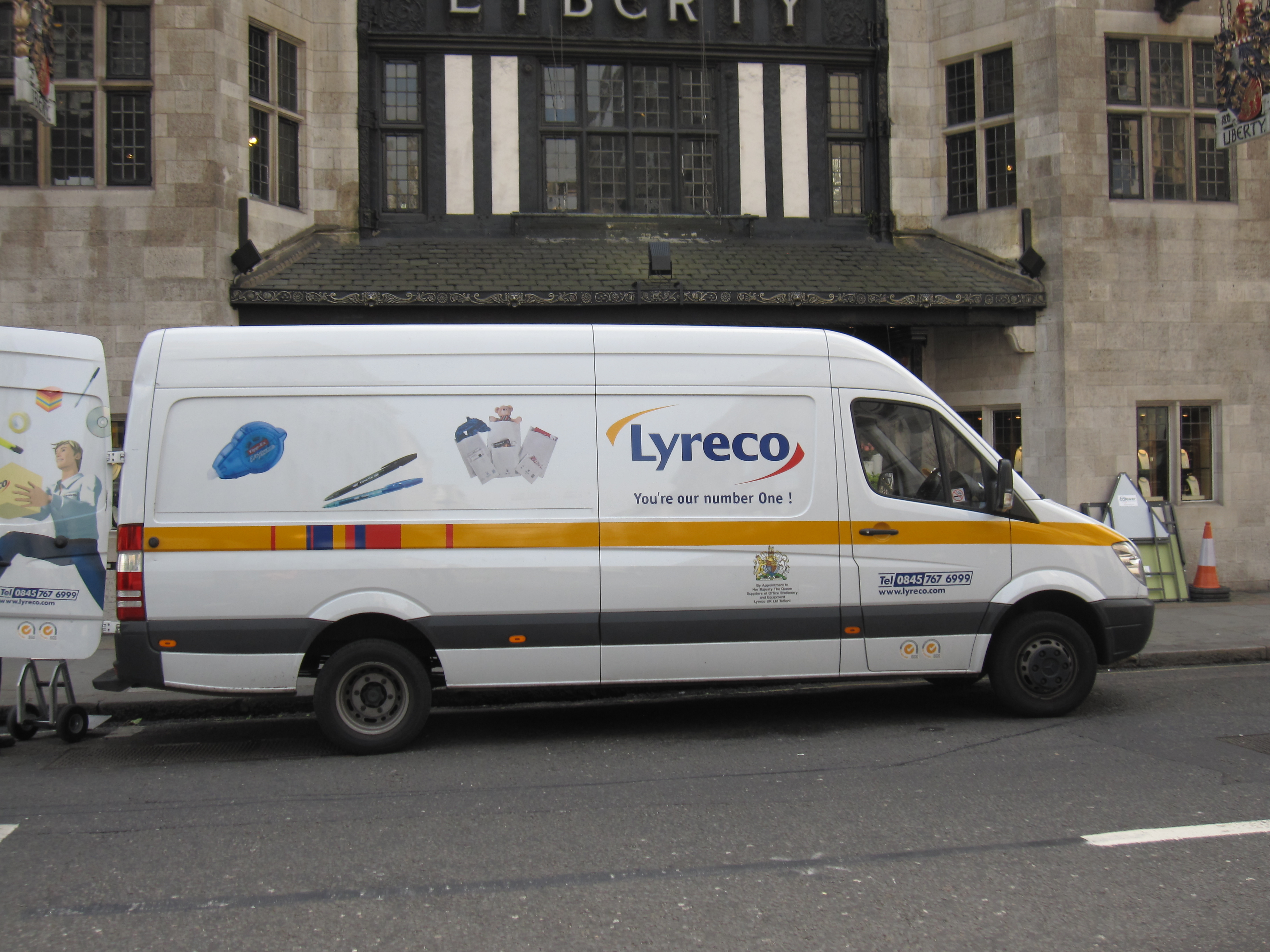
Lieferwagen der eigenen Unternehmensflotte in London

Lyreco wurde 1926 unter dem Namen Gaspard gegründet und führt seit 2001 weltweit einheitlich den Namen Lyreco. Heute ist das Unternehmen in 45 Ländern tätig; die meisten Niederlassungen befinden sich in Europa, jedoch ist das Unternehmen auch in Kanada, Australien sowie in Hongkong, Thailand und Korea tätig. Das Unternehmen gibt seine Mitarbeiterzahl mit über 10.000 (4500 im Vertrieb) und die Lagerfläche mit 400.000 Quadratmeter an. Der jährliche Gesamtumsatz der Gruppe übersteigt nach Unternehmensangaben 2 Milliarden Euro.
1996 übernahm Lyreco Abele & Rehn und Göbelhoff und stieg damit in den deutschen Markt ein. Sitz und Hauptverwaltung der Lyreco Deutschland GmbH befinden sich seit August 2009 in Bantorf bei Barsinghausen, nahe Hannover. Das Logistikzentrum mit einem Zentrallager von 35.000 Quadratmeter befindet sich ebenfalls in Barsinghausen.
Im Juni 2008 hatte der Konkurrent Corporate Express die bereits angekündigte Übernahme von Lyreco abgebrochen, nachdem CE seinerseits für geschätzte 1,7 Milliarden Euro von Staples übernommen worden war.
Im Juni 2021 wurde durch Lyreco veröffentlicht, dass die Staples Solutions in Deutschland inklusive weiterer Länder in Europa mitsamt dem zentralen Support-Service übernommen und langfristig verschmolzen wurde.